# ひまわり〜夏目雅子27年の生涯と母の愛〜
『ひまわり〜夏目雅子27年の生涯と母の愛〜』（ひまわり なつめまさこ にじゅうななねんのしょうがいとははのあい）は、TBS特別企画として、2007年9月16日の21:00から23:03（JST）に、同局系列で単発放送されたテレビドラマ。主演は仲間由紀恵が務めた。

## 備考
- 夏目雅子の生誕50周年を祝って企画された。
- 視聴率は13.6%。

## 出演者
小達（夏目）雅子 - 仲間由紀恵、八木優希（幼少期）
タレント・女優として人気があった、夏目雅子。しかし、急性骨髄性白血病と診断される。
伊集院静 - 緒形直人
雅子の夫。
小達一雄 - 金子賢
雅子の兄。
小達敏昭 - 石黒英雄、清水志優人（幼少期）
雅子の弟。
福田陽一郎 - 長谷川初範
雅子が前述の病気で倒れた時の舞台『愚かな女』の演出を担当した。
羽鳥病院 院長 - 山本圭
宗一の主治医。
雅子の主治医 - 岡森諦
雅子のマネージャー - 円城寺あや
女優 - 眞野裕子
レポーター - 乱一世
雅子と伊集院のスキャンダルを取材する。
インタビュアー - 山嵜聡弘
結婚後の雅子に道端でインタビューをした。
薬局に勤める人 - 八十田勇一
薬局に置いてあったポスターを盗まれる。
プロデューサー - 市川勇
タイムキーパー - 武藤晃子
プロデューサー・タイムキーパーともに『愛が見えますか』『悪魔の手毬歌』のスタッフ。
都鮨の主人 - 嶋崎伸夫
雅子の行きつけの寿司屋『都鮨』の主人。
小達宗一 - 岸部一徳
雅子の父。
監督 - 武田鉄矢
雅子のデビュー作の監督。
銭神信子 - 田中好子
雅子の付き人。
小達スエ - 三田佳子
雅子の母。

### ドラマ、インタビュー両方に出演
- 武田鉄矢
- 田中好子

### インタビューのみの出演
- 堺正章
- 西田敏行

## テーマソング
挿入歌
SOPHIA「青空の破片」
※「愛の讃歌」の曲に松岡充が歌詞を付けた。

## スタッフ
- 原案：小達スエ 「ふたりの雅子」（講談社刊）
- 企画：伊與田英徳
- 企画協力：夏目雅子ひまわり基金、小達一雄、イデア・ワークス
- プロデューサー：松原浩、清水雅哉
- 脚本：佐藤嗣麻子
- 演出：竹園元
- 技術：原田幸治
- カメラ：高島一宗
- 照明：近藤明人
- 音声：内山浩
- 映像：荒井秀訓
- 選曲：御園雅也
- 音響効果：鳥水哲也
- 編集：川中健治
- MA：武藤康一
- 美術プロデューサー：石田道昭
- 美術デザイン：中村香苗
- 装置：秋山雷太
- 装飾：奈良崎雅則
- 衣裳：武内修
- スタイリスト：村井緑
- 化粧：小林博美
- 特殊メイク：GM Atelier
- 持道具：矢倉秀隆
- 電飾：井上昇
- 建具：大崎健一
- 植木装飾：金子利治
- 番組宣伝：河野裕之
- 記録：市島恵子
- 演出補：最知由暁斗、大澤祐樹、澤田千恵子、明石吉史
- 協力：緑山スタジオ・シティ、東通、アックス
- 制作：TBSテレビ
- 製作著作：TBS